# 吉奥瓦尼·埃尔伯
（1972年7月23日—），巴西前足球运动员，司職前鋒，現已退役。

## 生平
艾爾巴早在1993年已加盟意甲大球會AC米蘭，但只上陣一場意大利杯比賽，便旋即被外借至瑞士的草蜢隊。1994年他北上至德國加盟斯图加特，曾是斯图加特的核心人物。至1997年他加盟該國班霸拜仁慕尼黑，艾爾巴的職業生涯才踏入高峰。
在拜仁期間艾爾巴贏過四屆德甲聯賽冠軍，包括從1999至2001年連續三屆。2001年更贏得歐洲聯賽冠軍杯，乃球會近三十年來首個歐冠杯冠軍。當時艾爾巴乃球會首席射手，幾乎年年入球量乃球會數一數二，故在2003年被德國權威足球雜誌《踢球者》選為德甲最佳外籍球員，表揚其在德甲的影響。
2004年艾爾巴離開德國轉投法甲球會里昂，兩季後重返德國效力，只一年再回到巴西，踢多一季後便宣佈退休。
國家隊方面艾爾巴曾代表巴西國家隊15次，由於在國家隊表現常不及球會，艾爾巴終其一生都未成為國家隊主力。
退役之后，埃尔伯返回拜仁，担任拜仁在南美地区的专职球探。

## 榮譽
- 德甲聯賽冠軍: 1999、2000、2001、2003
- 法甲聯賽冠軍: 2004、2005
- 德國杯: 1997、1998、2000、2003
- 法國杯: 2004
- 歐洲聯賽冠軍杯: 2001